# Ducado de Baena
El ducado de Baena es un título nobiliario español concedido por el rey Felipe II el 19 de agosto de 1566 a Gonzalo Fernández de Córdoba y Fernández de Córdoba, de la Casa de Aguilar, nieto de Gonzalo Fernández de Córdoba, el «Gran Capitán». 
Su nombre se refiere al municipio andaluz de Baena, en la provincia de Córdoba.

## Historia de los duques de Baena
- Gonzalo Fernández de Córdoba (Cartagena, 27 de julio de 1520-Villaviciosa de Odón, 3 de diciembre de 1578),[2] VII señor y I duque de Baena,[3] III duque de Sessa, V conde de Cabra, V vizconde de Iznájar,[2] duque de Terranova, de Santángelo y Andría, marqués de Bitonto,[4] señor de Taha de Órgiva, de Busquístar, de Rute, Zambra, Doña Mencía, Alhendín, caballero de la Orden del Toisón de Oro, miembro del consejo de Estado, de guerra, gran almirante de Nápoles, VII gobernador de Milán y capitán general de los ejércitos en Italia.[2] Era hijo de Luis Fernández de Córdoba y Zúñiga, IV conde de Cabra, y de Elvira Fernández de Córdoba, II duquesa de Sessa,[4] hija de Gonzalo Fernández de Córdoba, el «Gran Capitán»

Casó el 30 de noviembre de 1538 con Mariana Sarmiento de Mendoza, hija de Francisco de los Cobos, señor de Sabiote, y María Sarmiento de Mendoza, VII condesa de Ribadavia. Sin descendencia, sucedió su hermana:
- Francisca Fernández de Córdoba y Fernández de Córdoba (Nápoles, 10 de agosto de 1521-Baena, 9 de junio de 1597) 9 de junio de 1597), II duquesa de Baena,[3] IV duquesa de Sessa, VI condesa de Cabra y VI vizcondesa de Iznájar.[2]

Caso en 1542 con Alonso de Zúñiga y Sotomayor (m. 1559), IV marqués de Gibraleón,  VI conde de Belalcázar y VI vizconde de la Puebla de Alcocer, hijo de Alonso Francisco de Zúñiga y Sotomayor y de Teresa de Zúñiga y Manrique de Lara, III duquesa de Béjar. Sin descendencia, sucedió su sobrino carnal, hijo de su hermana Beatriz Fernández de Córdoba y Fernández de Córdoba y de su esposo Fernando Folch de Cardona Anglesola y Requesséns, II duque de Soma.
- Antonio Fernández de Córdoba (Bellpuig, 2 de diciembre de 1550-6 de enero de 1606), III duque de Baena,[3] V duque de Sessa, IV duque de Soma, VII conde de Cabra, VI conde de Palamós, V conde de Trivento, V conde de Avelino, IV conde de Oliveto, VII vizconde de Iznájar, XV barón de Bellpuig, V barón de Calonge, VI barón de Liñola, Barón de Uxafavá y embajador en Roma.[2]

Casó el 19 de junio de 1578 con su prima segunda, Juana de Córdoba y Aragón-Folch de Cardona. Sucedió su hijo:
- Luis Fernández de Córdoba (m. 14 de noviembre de 1642), IV duque de Baena,[3] VI duque de Sessa, V duque de Soma, VIII conde de Cabra, VII conde de Palamós, VI conde de Trivento, VI conde de Avelino, V conde de Oliveto, VIII vizconde de Iznájar, XVI barón de Bellpuig, VI barón de Calonge y VII barón de Liñola.[7]

Casó en primeras nupcias en 1598 con Mariana de Rojas Córdoba y Enríquez de Cabrera, IV marquesa de Poza, y en segundas nupcias, siendo su cuarto marido, con Francisca Luisa Portocarrero de la Cueva, VI marquesa de Villanueva del Fresno y Barcarrota. Le sucedió su hijo del primer matrimonio:
- Antonio Fernández de Córdoba y Rojas (Madrid, 19 de abril de 1600-20 de enero de 1659), V duque de Baena,[3] VII duque de Sessa, VI duque de Soma, IX conde de Cabra, V marqués de Poza (título que pierde por sentencia a favor de su hermana mayor), VIII conde de Palamós, VII conde de Trivento, VII conde de Avelino, VI conde de Oliveto, IX vizconde de Iznájar, XVII barón de Bellpuig, VII barón de Calonge y VIII barón de Liñola, gran almirante de Nápoles y caballero de la Orden de Santiago.[8]

Casó en 1619 con Teresa Alonso-Pimentel y Ponce de León. Sucedió su hijo:
- Francisco Fernández de Córdoba (Madrid, 1626-12 de septiembre de 1688), VI duque de Baena,[3] VIII duque de Sessa, VII duque de Soma, X conde de Cabra, IX conde de Palamós, VIII conde de Trivento, VIII conde de Avelino, VII conde de Oliveto, XI vizconde de Iznájar,[8] XVIII barón de Bellpuig, VIII barón de Calonge, IX barón de Liñola, virrey de Cataluña, caballerizo mayor del rey Carlos II, comendador de Almagro en la Orden de Calatrava, presidente del Consejo de las Órdenes y gentilhombre de cámara.[8]

Contrajo cuatro matrimonios: el 24 de febrero de 1642 con Isabel Luisa María de Córdoba y Enríquez; en segundas nupcias con Mencía Dávalos (matrimonio anulado); en terceras con su prima carnal María Ana Pimentel y Fernández de Córdoba; y en cuartas nupcias con María Andrea de Guzmán y Dávila. El hijo primogénito del primer matrimonio, Francisco, fue el XI conde de Cabra, XIV vizconde de Iznájar y XI conde de Palamós, pero falleció antes que su padre en 1647 y sucedió en sus títulos y en los de su padre, su hermano, también del primer matrimonio de su padre:
- Félix Fernández de Córdoba y Cardona (c. 1655-3 de julio de 1709), VII duque de Baena,[3] IX duque de Sessa, VIII duque de Soma, VII duque de Baena, IX conde de Trivento, IX conde de Avelino, VIII conde de Oliveto, XV vizconde de Iznájar, XIX barón de Bellpuig, IX barón de Calonge y X barón de Liñola.[9]

Casó en primeras nupcias con Francisca María Fernández de Córdoba y Zapata, VII condesa de las Posadas. Contrajo un segundo matrimonio el 4 de marzo de 1685, en Madrid, con María Margarita de Aragón Folch de Cardona y Benavides. Su hijo del segundo matrimonio, Antonio Miguel Fernández de Córdoba y Aragón, fue XVI vizconde de Iznájar pero falleció antes que su padre sin heredar los otros títulos. Sucedió su hijo del segundo matrimonio:
- Francisco Javier Fernández de Córdoba (m. 19 de mayo de 1750), VIII duque de Baena,[3] X duque de Sessa, IX duque de Soma, XIII conde de Cabra, X conde de Trivento, X conde de Avelino, IX conde de Oliveto, XIII conde de Palamós, XVII vizconde de Iznájar, XX barón de Bellpuig, X barón de Calonge y XI barón de Liñola.[10]

Casó con su tía carnal, Teresa Manuela Fernández de Córdoba y Guzmán.   Su hijo primogénito, Francisco Javier Fernández de Córdoba y Cardona, falleció en 1735 antes que su padre. Fue XVIII vizconde de Iznájar y XIV conde de Palamós. Sucedió su hermana:
- Buenaventura Fernández de Córdoba y Cardona (2 de junio de 1712-Madrid, 9 de abril de 1768), IX duquesa de Baena,[3] X duquesa de Soma,[11] XI duquesa de Sessa,[12] XV condesa de Cabra,[13] XV condesa de Palamós,[14] XI condesa de Avelino,[15] XI condesa de Trivento,[15] XX vizcondesa de Iznájar,[15] XXI baronesa de Bellpuig,[15] XI baronesa de Calonge,[15] XII baronesa de Liñola.[15]

Casó en primeras nupcias el 10 de diciembre de 1731 con Ventura Antonio Osorio de Moscoso y Guzmán Dávila y Aragón (m. 29 de marzo de 1734), VI duque de Medina de las Torres, VIII duque de Sanlúcar la Mayor, V marqués de Leganés, IX conde de Altamira, VIII marqués de Almazán, XI marqués de Ayamonte, V marqués de Mairena, V marqués de Monasterio, IV marqués de Morata de la Vega, IX marqués de Poza, VI marqués de la Villa de San Román, VII marqués de Villamanrique, VI conde de Arzarcóllar, VIII conde de Lodosa, XIII conde de Monteagudo de Mendoza, XVI conde de Nieva, VII conde de Saltés XV conde de Santa Marta de Ortigueira, XIV conde de Trastámara en sucesión de su abuelo materno, VII señor y príncipe de Aracena XIV guarda mayor del reino de Castilla, alcalde mayor de los hijosdalgos.
Después de enviudar, Buenaventura contrajo un segundo matrimonio el 21 de septiembre de 1749 con José María de Guzmán y Guevara, VI marqués de Montealegre, XIII conde de Oñate, etc., viudo de María Feliche Fernández de Córdoba y Spínola, con quien tuvo dos hijos, Diego Ventura de Guzmán y Fernández de Córdoba, XIV conde de Oñate, y María de la Concepción de Guzmán Guevara y Fernández de Córdoba. Esta última casó con su hermanastro, hijo de Buenaventura y de su primer marido. Sucedió su hijo del primer matrimonio:
- Ventura Antonio Osorio de Moscoso y Fernández de Córdoba (15 de diciembre de 1733-6 de enero de 1776),[22] X duque de Baena,[3] V duque de Atrisco,[23] VII duque de Medina de las Torres,[24] IX duque de Sanlúcar la Mayor,[16] XI duque de Soma,[11] XII duque de Sessa,[21] XIV marqués de Astorga,[25] VI marqués de Leganés,[18] VIII marqués de Velada,[26] X conde de Altamira,[19] XVI conde de Cabra,[13] doce veces grande de España, IX marqués de Almazán,[15] XII marqués de Ayamonte,[20][15] VI marqués de Mairena,[15] VI marqués de Monasterio,[15] V marqués de Morata de la Vega,[15] X marqués de Poza,[15] VII marqués de la Villa de San Román,[15] VIII marqués de Villamanrique,[15] VII conde de Arzarcóllar,[15] XII conde de Avelino,[15] IX conde de Lodosa,[15] XIV conde de Monteagudo de Mendoza,[15] XVII conde de Nieva,[15] XI conde de Oliveto,[15] XVI conde de Palamós,[15] VIII conde de Saltés,[15] XVI conde de Santa Marta,[15] XV conde de Trastámara,[15] XII conde de Trivento,[15] XXI vizconde de Iznájar,[15] XXII barón de Bellpuig, XVI conde de Palamós,[15] XII barón de Calonge,[15] XIII barón de Liñola,[15] XXII señor de Turienzo, XVII señor de Villalobos, gentilhombre de cámara con ejercicio, XV alférez mayor hereditario del Pendón de la Divisa del rey, y caballerizo mayor del príncipe de Asturias.[15]

Contrajo matrimonio el 21 de septiembre de 1749 con su hermanastra, María Concepción de Guzmán y de la Cerda (m. 7 de octubre de 1803).. Le sucedió su único hijo:
- Vicente Joaquín Osorio de Moscoso  (Madrid, 17 de enero de 1756-26 de agosto de 1816),[27] XI duque de Baena,[3] VI duque de Atrisco,[23] XV duque de Maqueda,[28] VIII duque de Medina de las Torres,[24] X duque de Sanlúcar la Mayor,[16] XII duque de Soma,[11]  XIII duque de Sessa,[21] XV marqués de Astorga,[25] VII marqués de Leganés,[18] IX marqués de Velada,[26] XI conde de Altamira,[19] XVII conde de Cabra,[21] X marqués de Almazán,[15] XIII marqués de Ayamonte,[15][20] XVII marqués de Elche,[15] VII marqués de Mairena,[15] VII marqués de Monasterio,[15] VI marqués de Morata de la Vega,[15] XI marqués de Poza,[15] VIII marqués de la Villa de San Román,[15] IX marqués de Villamanrique,[15] VIII conde de Arzarcóllar,[15],XIII conde de Avelino,[15] X conde de Lodosa,[15] XV conde de Monteagudo de Mendoza,[15] XVIII conde de Nieva,[15] XII conde de Oliveto,[15] XVII conde de Palamós,[15] IX conde de Saltes,[15] XVII conde de Santa Marta de Ortigueira,[15] XVI conde de Trastámara,[15] XIII conde de Trivento,[15] XXIII vizconde de Iznájar, XXIII barón de Bellpuig, XIII barón de Calonge, XIV barón de Liñola, XXIII señor de Turienzo, XVIII señor de Villalobos, guarda mayor hereditario del reino de Castilla, XVI alférez mayor hereditario del Pendón de la Divisa del rey, caballero de la Orden del Toisón de Oro, gran cruz de la Orden de Carlos III y gentilhombre de cámara con ejercicio.

Casó en primeras nupcias el 3 de abril de 1774 con María Ignacia Álvarez de Toledo y Gonzaga, hija de Antonio Álvarez de Toledo Osorio Pérez de Guzmán el Bueno y su segunda esposa, María Antonia Gonzaga,  marqueses de Villafranca del Bierzo, y en segundas, siendo su segundo esposo, con María Magdalena Fernández de Córdoba y Ponce de León, hija de los marqueses de Puebla de los Infantes. Le sucedió el segundogénito de su primer matrimonio:
- Vicente Ferrer Isabel Osorio de Moscoso y Álvarez de Toledo (Madrid, 19 de noviembre de 1777-31 de agosto de 1837), XII duque de Baena,[3] VII duque de Atrisco,[23] XVI duque de Maqueda,[28] IX duque de Medina de las Torres,[24] XI duque de Sanlúcar la Mayor,[16] XIII duque de Soma,[11] XIV duque de Sessa,[21] XVI marqués de Astorga,[25] VIII marqués de Leganés,[18] X marqués de Velada,[26] XII conde de Altamira,[19] XVIII conde de Cabra,[13] XI marqués de Almazán,[29] XIV marqués de Ayamonte,[20][29] VIII marqués de Mairena,[29] VIII marqués de Monasterio,[29] VII marqués de Morata de la Vega,[29] XII marqués de Poza,[29] IX marqués de la Villa de San Román,[29] X marqués de Villamanrique,[29] IX conde de Arzarcóllar,[29] XV conde de Avelino,[29] XI conde de Lodosa,[29] XVI conde de Monteagudo de Mendoza,[29] XIX conde de Nieva,[29] XIV conde de Oliveto, XVIII conde de Palamós,[29] X conde de Saltés,[29] XVIII conde de Santa Marta,[29] XVIII conde de Trastámara,[29] XV conde de Trivento,[29] XXIII vizconde de Iznájar,[29] XXIV barón de Bellpuig,[29] XIV barón de Calonge,[29] XV barón de Liñola,[29] X señor y príncipe de Aracena XXIV señor de Turienzo y XIX señor de Villalobos, gentilhombre de cámara con ejercicio, XV alférez mayor hereditario del Pendón de la Divisa del rey y caballerizo mayor del príncipe de Asturias.[29]

Casó en primeras nupcias, el 12 de febrero de 1798, con María del Carmen Ponce de León y Carvajal, VIII marquesa del Águila, V condesa de Garcíez, hija de Antonio María Ponce de León Dávila y Carrillo de Albornoz, III duque de Montemar, VIII marqués de Castromonte, dos veces grande de España, VII marqués del Águila, V conde de Valhermoso, IV conde de Garcíez, y de María del Buen Consejo Carvajal y Gonzaga, hija de Manuel Bernardino de Carvajal y Zúñiga, VI duque de Abrantes, V duque de Linares, etc. Contrajo un segundo matrimonio el 14 de febrero de 1834 con María Manuela de Yanguas y Frías. Le sucedió su hijo del primer matrimonio:
- Vicente Pío Osorio de Moscoso (Madrid, 1 de agosto de 1801-22 de febrero de 1864), XIII duque de Baena,[3] VIII duque de Atrisco,[23] X duque de Medina de las Torres,[24] X duque de Montemar,[30] XII duque de Sanlúcar la Mayor,[16] XIV duque de Soma,[11] XV duque de Sessa,[21] XVII marqués de Astorga,[25] IX marqués de Castromonte,[31] IX marqués de Leganés,[18] XVII duque de Maqueda,[32] XI marqués de Velada,[26] XIII conde de Altamira,[19] XIX conde de Cabra,[13] XII marqués de Águila,[29] XII marqués de Almazán,[29] XV marqués de Ayamonte,[29][20] XIX marqués de Elche,[29] IX marqués de Mairena,[29] IX marqués de Monasterio,[29] XIII marqués de Montemayor,[29] VIII marqués de Morata de la Vega,[29] XIII marqués de Poza,[29] X marqués de la Villa de San Román,[29] XI marqués de Villamanrique,[29] X conde de Arzarcóllar,[29] XV conde de Avelino,[29] VI conde de Garcíez,[29] XII conde de Lodosa,[29] XVII conde de Monteagudo de Mendoza,[29] XX conde de Nieva,[29] XIV conde de Oliveto,[29] XVI conde de Palamós,[29] XI conde de Saltés,[29] XIX conde de Santa Marta,[29] XIX conde de Trastámara,[29] XV conde de Trivento,[29] V conde de Valhermoso,[29] XXIV vizconde de Iznájar,[29] XXV barón de Bellpuig,[29] XV barón de Calonge,[29] XVI barón de Liñola,[29] X señor y príncipe de Aracena, XXV y último señor de Turienzo y XX y último señor de Villalobos, XVIII alférez mayor hereditario del pendón de la divisa del rey, comendador mayor de la Orden de Alcántara, caballero de la Orden de Carlos III, sumiller de corps del rey, gran canciller del consejo de Hacienda, presidente del real cuerpo de nobleza de Madrid[29] y senador por la provincia de León (1843-1845) y vitalicio (1845-1850).[33]

Casó en 1821, en Madrid, con María Luisa de Carvajal Vargas y Queralt, hija de José Miguel de Carvajal y Vargas, II duque de San Carlos, VI conde de Castillejo, IX conde del Puerto y de su segunda mujer María Eulalia de Queralt y de Silva, hija de Juan Bautista de Queralt, de Silva y de Pinós, VII marqués de Santa Coloma y de María Luisa de Silva VII marquesa de Gramosa y XV condesa de Cifuentes. Le sucedió su hija:
- * María Rosalía Luisa Osorio de Moscoso y Carvajal (París, 19 de marzo de 1840-19 de noviembre de 1918), XIV duquesa de Baena, XXI condesa de Nieva,[34] X marquesa de Castromonte (estos dos títulos por renuncia de su hermano, José María Osorio de Moscoso y Carvajal),[35] y dama de la reina.[34]

Casó el 25 de febrero de 1859 con José María Ruiz de Arana y Saavedra (1826-1891), X conde de Sevilla la Nueva, II vizconde de Mamblas, duque de Castel de Sangro, maestrante de Zaragoza, gran cruz de la Orden de Carlos III, comandante de caballería y senador vitalicio. Sucedió su hijo:
- Mariano Ruiz de Arana y Osorio de Moscoso, XV duque de Baena,[36] XIII marqués de Villamanrique, XI conde de Sevilla la Nueva y III vizconde de Mamblas.[34]

Casó con María de la Concepción Baüer y Morpurgo. Sucedió su hijo:
- José María Ruiz de Arana y Baüer (1893-Biarritz, 27 de diciembre de 1985), XVI duque de Baena,[36] XV marqués de Villamanrique,[34] XII conde de Sevilla la Nueva, XVI duque de Sanlúcar la Mayor y IV vizconde de Mamblas,[37] embajador, gentilhombre grande de España con ejercicio y servidumbre del rey Alfonso XIII. Sin descendencia. Le sucedió su sobrino,[36] hijo de José Francisco Javier Ruiz de Arana y Fontagud, XII marqués de Castromonte y IV marqués de Brenes, y de su esposa María del Carmen Montalvo y Orovio.[38]

- José María Ruiz de Arana y Montalvo (Madrid, 27 de abril de 1933-Madrid, 30 de abril de 2004), XVII duque de Baena,[36]  XVII duque de Sanlúcar la Mayor, V marqués de Brenes, XIV marqués de Castromonte, XVI marqués de Villamanrique, XI conde de Sevilla la Nueva, V vizconde de Mamblas.[38]

Casó el 21 de abril de 1967, en Ginebra, con María Teresa Marone-Cinzano y Borbón, hija del conde Enrico Eugenio Marone-Cinzano y de la infanta María Cristina de Borbón y Battenberg, hija del rey Alfonso XIII. Le sucedió su hija en 2005:
- María Cristina del Carmen Margarita Ruiz de Arana y Marone-Cinzano (n. Madrid, 17 de mayo de 1970), XVIII duquesa de Baena[36] y XVIII duquesa de Sanlúcar la Mayor.